# Fédération Internationale des Sociétés Artistiques et Intellectuelles de Cheminots
Die Fédération Internationale des Sociétés Artistiques et Intellectuelles de Cheminots (FISAIC), zu Deutsch etwa „Internationaler Verband künstlerischer und intellektueller Vereinigungen von Eisenbahn-Beschäftigten“ oder auch „Internationaler Kultur- und Freizeitverband der Eisenbahner“, ist eine international tätige Organisation zur Förderung und Unterstützung kultureller Freizeitbetätigung „der Bahnbeschäftigten aller Nationen“. Der 1952 gegründete Dachverband mit Sitz in Helsingør in Dänemark fungiert als Bindeglied zwischen nationalen Verbänden ähnlicher Ausrichtung und führt insbesondere international ausgerichtete Kulturveranstaltungen durch, um „für die kulturelle Betätigung des schaffenden Menschen in der Freizeit zu werben und hierzu anzuspornen“.

## Geschichte
„Der Grundstein des internationalen Kultur- und Freizeitverbandes der Eisenbahner“ wurde am 15. November 1952 in Straßburg gelegt.
Insbesondere veranstaltete die FISAIC mehrere Dutzend Kunstausstellungen; die 24. beispielsweise in Deutschland mit den Sparten Malerei, Grafik und Plastik vom 25. Oktober bis 15. November 2002 in den Räumlichkeiten des Hessischen Ministeriums für Wissenschaft und Kunst in Wiesbaden.

## Persönlichkeiten
- Der Künstler Friedrich Kurbadt (1927–2015) beteiligte sich an sämtlichen Ausstellungen der FISAIC in den Jahren von 1965 bis 1992.[3]

## Publikationen (Auswahl)
- Internationales Chorfest der Fédération Internationale des Sociétés Artistiques et Intellectuelles de Cheminots – FISAIC. 26. – 28.6.1987 Bremen / Bundesbahn-Sozialwerk. [Internationales Chorfest der Eisenbahner], Frankfurt am Main: Bundesbahn-Sozialwerk, Hauptvorstand, 1987
- 50 ans, Jahre, years FISAIC. échange culturel international, Text in deutscher, englischer und französischer Sprache, edité par FISAIC, Secrétariat général; Stiftung Bahn-Sozialwerk (BSW), Frankfurt am Main: BSW, [2002 ?]
- 24. Kunstausstellung der FISAIC. 25. Oktober – 15. November 2002 im Hessischen Ministerium für Wissenschaft und Kunst Wiesbaden, Deutschland. Malerei, Grafik, Plastik, Text in deutscher und französischer Sprache, Hrsg.: Stiftung Bahn-Sozialwerk (BSW), Vorstand Frankfurt am Main, Frankfurt am Main: Stiftung Bahn-Sozialwerk, 2002